# 雍丘之战
雍丘之战，天宝十五载（756年）春，唐朝真源县令张巡率领军民據守雍丘（今河南省杞县），牵制安禄山方面数万人軍隊的作战。
安禄山攻占洛阳后，派张通晤担任睢阳郡太守，他和陈留郡长史杨朝宗率领骑兵数千，向东攻略，很多郡县的官员都逃走或者投降。东平郡太守吴王李祗、济南郡太守李随率军抵抗。单父县尉贾贲率领军民攻打睢阳（今河南省商丘市南），斩杀张通晤。不久，占据雍丘，部下二千人。天宝十五载二月，真源县令张巡起兵讨伐叛逆，招募精兵一千向西到达雍丘，和贾贲会合。燕军将领令狐潮率军攻打雍丘，贾贲出战阵亡。张巡力战，击退燕军。三月，令狐潮和李怀仙、杨朝宗、谢元同等人率军四万围攻雍丘。张巡派一千人登城防守，亲自率领一千人，分为数队，突然出城冲击燕军阵营，燕军后撤。第二天，燕军又来攻城，环城安置百门石砲轰击，城楼和女墙全被毁坏。张巡在城上设立木栅栏，挡住燕军的进攻。燕军纷纷沿城攀登，张巡用蒿草束灌上油脂，火烧后从城上扔下来，燕军被烧，无法登城。张巡有时发现燕军松懈，突然出击，偷袭燕军营地。坚守六十多天，经过大小三百战，将燕军击退。五月，令狐潮原来是雍丘县令，安禄山占领洛阳后就投降了。他和张巡过去相识。他亲自到达城下，劝张巡投降。张巡说:“足下平生以忠义自许，今日之举，忠义何在！”令狐潮羞愧而退。七月，令狐潮在雍丘围攻张巡已四十余天。此时，长安已经失守，令狐潮于是写信给张巡劝降。守军将领中有六人也认为兵势悬殊，唐玄宗生死未卜，都劝张巡投降。张巡表面上装作答应。第二天，他把玄宗的画像挂在堂上，率将士进行朝拜，然后把六将带上来，责以大义，将他们斩杀。燕军不断攻城，城里的箭用完了。张巡就命士卒捆千余草人，穿上黑衣，夜间放下城去。燕军发觉后，争相射箭。当燕军发现是草人时，唐军已经得箭数十万支。几天后，张巡在黑夜将五百勇士放下城去，安军不加防备。这五百勇士乘机袭击令狐潮军营，燕军大乱，焚营而逃，唐军追击十余里。不久，张巡率兵出战，擒燕軍将領十四人，斩首百余级。燕军连夜逃往陈留（今河南省开封市），不敢再攻雍丘。